# Nowosiółki (sielsowiet Kwasówka)
Nowosiółki (biał. Навасёлкі; ros. Новосёлки) – wieś na Białorusi, w obwodzie grodzieńskim, w rejonie grodzieńskim, w sielsowiecie Kwasówka.
Dawniej majątek ziemski. W dwudziestoleciu międzywojennym majątek leżał w Polsce, w województwie białostockim, w powiecie grodzieńskim, w gminie Indura.
Według Powszechnego Spisu Ludności z 1921 roku ówczesny folwark zamieszkiwały 53 osoby, 29 było wyznania rzymskokatolickiego, 23 prawosławnego, a jedna ewangelickiego. Jednocześnie 34 mieszkańców zadeklarowało polską przynależność narodową, 16 białoruską, 1 niemiecką, a 2 inną. Było tu 5 budynków mieszkalnych.